# Der Postmeister
Der Postmeister ist ein deutscher Spielfilm von Gustav Ucicky aus dem Jahr 1940. Der Film entstand sehr frei nach der Novelle Der Postmeister (Originaltitel: Станционный смотритель / Stanzionny smotritel) von Alexander Puschkin. Die Titelrolle ist mit Heinrich George besetzt, Hilde Krahl ist als Dunja zu sehen, Siegfried Breuer als Rittmeister Minskij und Hans Holt als Fähnrich Mitja.

## Handlung
Der Film spielt in der russischen Provinz Anfang des 19. Jahrhunderts: Mitja und sein Kamerad, zwei Angehörige der Armee, machen Halt an einer Poststation, um ihre Pferde zu wechseln. Der dortige Postmeister beklagt den Tod seiner Tochter Dunja und Mitja erkennt in ihr seine frühere Geliebte. Auf der Weiterfahrt erinnert er sich an eine ihm angetragene Erzählung.
Rittmeister Minskij machte damals ebenfalls an der Poststation Halt und die Bekanntschaft von Dunja. Er überzeugte sie, als seine Braut mit nach Sankt Petersburg zu kommen. Mitja erzählt seinem Kameraden weiter, dass Dunja sich in Sankt Petersburg schnell vom Rittmeister getrennt habe und zu einer Mätresse der Adeligen wurde.
Mitja berichtet, wie er selbst Dunja kennenlernte, seinen Dienst quittieren und mit ihr aufs Land ziehen wollte. Zwischenzeitlich wurden ihrem Vater aber Gerüchte vom leichten Leben seiner Tochter zugetragen und voller Enttäuschung wollte er in Sankt Petersburg zuerst Rittmeister Minskij, dann seine Tochter und schließlich sich selbst töten. Als Dunja davon erfuhr, kehrte sie zu Rittmeister Minskij zurück und beide spielten dem Vater die gemeinsame Hochzeit vor. Mitja, der von einem Kameraden zur Hochzeit eingeladen wurde, zeigte sich jedoch angesichts der Lügen Dunjas schockiert und wollte ihrem Vater die Wahrheit erzählen, sodass ihn Dunja von ihrem „Ehemann“ hinauswerfen ließ.
Die Hochzeit überzeugte den Postmeister vom Wohl seiner Tochter und er reiste beruhigt und zufrieden ab, Mitja sah jedoch die Vertrauensbasis zu Dunja zerstört und beendete die Beziehung. Rittmeister Minskij sah eine Zukunft mit Dunja, doch enttäuscht von ihrem eigenen Dasein, nahm Dunja sich das Leben. Vor ihrem Tod bat sie den Rittmeister, ihrem Vater zu schreiben, sie sei an einer Krankheit gestorben.
In der Gegenwart erzählt Mitja seinen Kameraden, dass der Rittmeister diesem Wunsch nachgekommen sei, sich freiwillig zur Schlacht bei Sewastopol gemeldet habe und dort gefallen sei, während er, Mitja, mit seiner Schuld weiterleben müsse.

## Produktion

### Produktionsnotizen
Der Film entstand 1939/1940 in Wien, unter anderem am Bahnhof Klein-Schwechat (heute Kaiserebersdorf). Für die Bauten trugen Werner Schlichting und Kurt Herlth die Verantwortung. Die Musik und musikalische Bearbeitung lag bei Willy Schmidt-Gentner unter Mitwirkung der Wiener Philharmoniker. 

### Veröffentlichung
Die Uraufführung fand am 25. April 1940 statt. Nach dem Beginn des Krieges gegen die Sowjetunion im Sommer 1941 kam der Film nicht mehr zur Aufführung in den Kinos, da er dem Goebbelsschen Propagandaministerium ein zu sympathisches Bild der russischen Menschen zeigte, die jetzt als Feinde galten.
Im August 1940 wurde der Film in Italien bei den Filmfestspielen von Venedig vorgestellt. Veröffentlicht wurde er zudem 1940 unter dem internationalen Titel The Stationmaster in New York City, im Oktober 1940 in Ungarn und Finnland, im November 1940 in Paris, in den Niederlanden, in Schweden und in Madrid, im Dezember 1940 in Dänemark, im Februar 1941 in Barcelona, im März 1944 in Portugal und im Juni 1956 in Japan. Weitere Veröffentlichungen erfuhr er in Australien, Brasilien, Kanada, Griechenland, Polen, in der Sowjetunion, in Spanien allgemein und im damaligen Jugoslawien. 
Studiocanal gab den Film am 15. Dezember 2006 auf DVD heraus. In der Zweitausendeins Edition „Der Deutsche Film“ ist die DVD unter der Nummer 1/1940 vermerkt. Enthalten ist der Film zudem in der Klassiker-Kollektion.

## Rezeption

### Kritik
Das Lexikon des internationalen Films lobte: „Hervorragend fotografiert und inszeniert – mit Heinrich George als Postmeister in seiner wohl besten Filmrolle.“
Der Theaterregisseur Jürgen Fehling zeigte sich sehr berührt von Heinrich Georges Darstellung des Postmeisters und äußerte: „… im Postmeister tanzte er wie ein (…) mozärtlicher Elephant (…) ein Granitblock, dem diamantene Tränen entfallen (…) mit einem Ausmaß an Phantasie, das Gott in hundert Jahren nur ein paarmal an Schauspieler verschenkt.“
Auf der portugiesischen Filmseite magiadoreal bescheinigte man dem Film hervorragend mit Decoupage versehen und fotografiert zu sein. In einem klaren Schwarzweiß mit starker Tendenz zu Weiß erweise sich diese triviale Fantasiegeschichte als weitaus weniger mit einer schlecht verhüllten nationalsozialistischen ideologischen Moral belastet als dies bei dem Film Opfergang (1944) und vielen anderen aus dieser Zeit der Fall gewesen sei. Über der Erzählung liege eine Melancholie wie auch über der ganzen pathetischen und kindlichen Naivität ihres Protagonisten, tapfer gespielt von Heinrich George. Es gelinge, die französische Fassung in den Schatten zu stellen. Aufgrund eines guten Gefühls für Atmosphäre, gelinge es zudem, diese auch zu vermitteln. Im Vergleich zu Filmen, die sich mit ähnlich gearteten Themen befassen würden, schneide diese Produktion nicht schlecht ab.
Auf der englischen Seite Ryan Mccormick Filmhistory wurde ausgeführt: Mit dem österreichisch-deutschen Kinofilm Der Postmeister ist eine kuriose Produktion zu sehen, in der Deutschland die Russen in einem positiven Licht darstellt; merkwürdig, weil Deutschland und Sowjetrussland während des Krieges historisch als erbitterte Feinde bekannt waren. Deutschland war dafür bekannt, seine Feinde zu dämonisieren, während es unter der Macht des Naziführers Adolf Hitler stand, was dieses Drama zu einem faszinierenden Film aus Deutschland macht, der recht gut aufgenommen wurde. Die komplizierte Geschichte, die auf einem anspruchsvollen Drama basiert, ist insgesamt ästhetisch anzusehen. Was den Film vor allem von anderen abhebe, sei die Zeit, wodurch er einen Platz in der europäischen Geschichte einnehme, der mit einem Kriegsausbruch verbunden werde, der einen ganzen Kontinent erschütterte. Der Film zeige jedoch, wie friedlich die Sowjetunion und Deutschland 1939/1940 miteinander umgegangen seien. Für das zeitgenössische Publikum markiere Der Postmeister eine interessante Zeit im europäischen Kino und ermögliche einen Einblick in die Geschichte der Weltereignisse im Jahr 1940, als weite Teile der Welt in Unruhe waren. Für diese 90 Minuten schienen Deutschland und die Sowjetunion friedliche Verbündete zu sein, während daraus ein emotionales Drama voller Tragödien entstand. Kinofilme sollten sich verändern und sehr bald würde die Welt noch viele Jahre lang nicht mehr gut miteinander harmonieren.

### Auszeichnung
Der Film wurde bei den Internationalen Filmfestspielen von Venedig 1940 mit dem Mussolini-Pokal in der Kategorie „Bester ausländischer Film“ ausgezeichnet.

### Neuverfilmung
1955 wurde unter dem Titel Dunja eine Neuverfilmung in Farbe gedreht, die sich eng an den Schwarzweißfilm von 1940 anlehnt.